# Lamoille (Nevada)
Lamoille es un lugar designado por el censo en el condado de Elko en el estado estadounidense de Nevada.

## Geografía
Lamoille se encuentra ubicado en las coordenadas 40°43′41″N 115°28′41″O / 40.72806, -115.47806.